# Organizzazione della MVSN nel 1928

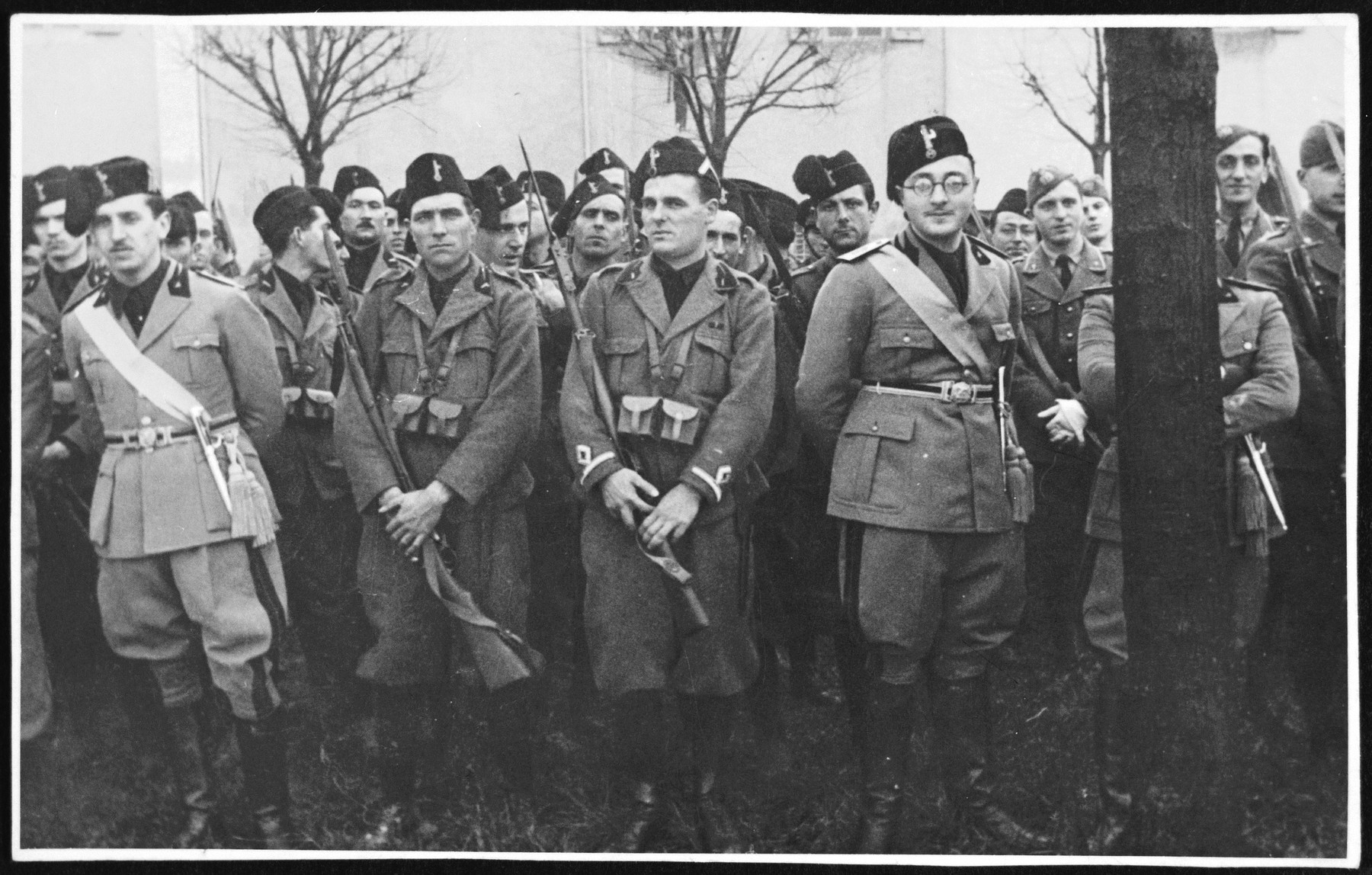
Giovani della milizia volontaria fascista a Pisa nel 1936. Il milite a destra è Ettore Abenaim, un ebreo che terminerà la sua vita deportato a Auschwitz

La Milizia Volontaria per la Sicurezza Nazionale è stato un corpo prima paramilitare, e poi una forza armata del Regno d'Italia durante il Ventennio Fascista.
La sua prima costituzione è stata originata dalla necessità di inquadrare in una cornice di legalità le squadre fasciste che avevano operato durante il Biennio Rosso e fin dopo la conquista del potere dopo la Marcia su Roma.
Dopo essere stata comandata dai Quadrumviri della Marcia su Roma Emilio De Bono (1º febbraio 1923-31 ottobre 1924); Italo Balbo (1º febbraio 1923- fino al 21 novembre 1924); e Cesare Maria De Vecchi (1º febbraio 1923 - fino al 10 luglio 1925), la MVSN era stata successivamente affidata ai generali Asclepia Gandolfo (1º dicembre 1924 - 31 agosto 1925) e Maurizio Ferrante Gonzaga (12 settembre 1925 - 9 ottobre 1926).
Successivamente, lo stesso Benito Mussolini aveva assunto l'incarico a partire dal 12 ottobre 1926, e lo avrebbe mantenuto fino al 25 luglio 1943, giorno della sua destituzione ed arresto.
La Milizia nel 1928 dipendeva da un Comando Generale sito in Roma, ed era poi suddivisa in quindici zone sul territorio nazionale, più altre tre localizzate in Libia, Dalmazia, e nelle isole del Dodecaneso.

## Organizzazione

### I Zona "Piemonte" (Torino)
| Legione | Legione                           | Sede        |
| ------- | --------------------------------- | ----------- |
|         | 1ª Legione "Sabauda"              | Torino      |
|         | 2ª Legione alpina "Torino"        | Torino      |
|         | 3ª Legione "Subalpina"            | Cuneo       |
|         | 4ª Legione "Marengo"              | Alessandria |
|         | 5ª Legione "Valle Scrivia"        | Tortona     |
|         | 11ª Legione "Monferrato"          | Casale      |
|         | 12ª Legione "Monte Bianco"        | Aosta       |
|         | 28ª Legione "Giovanni Randaccio"  | Vercelli    |
|         | 29ª Legione alpina "Pallanza"     | Pallanza    |
|         | 30ª Legione "Oddone"              | Novara      |
|         | 37ª Legione "Marcello Prestinari" | Torino      |
|         | 38ª Legione "Vittorio Alfieri"    | Asti        |

### II Zona "Lombardia" (Milano)
| Legione | Legione                                  | Sede          |
| ------- | ---------------------------------------- | ------------- |
|         | 6ª Legione "Lomellina"                   | Mortara       |
|         | 7ª Legione "Fratelli Cairoli"            | Pavia         |
|         | 8ª Legione "Cacciatori delle Alpi"       | Varese        |
|         | 9ª Legione "Cacciatori della Valtellina" | Sondrio       |
|         | 10ª Legione "Monte Penice"               | Varzi         |
|         | 14ª Legione "Garibaldina"                | Bergamo       |
|         | 15ª Legione "Leonessa"                   | Brescia       |
|         | 16ª Legione alpina "Como"                | Como          |
|         | 17ª Legione "Cremona"                    | Cremona       |
|         | 18ª Legione "Costantissima"              | Crema         |
|         | 19ª Legione "Fedelissima"                | Casalmaggiore |
|         | 20ª Legione "Po"                         | Mantova       |
|         | 21ª Legione "Publio Virgilio"            | Mantova       |
|         | 23ª Legione "Mincio"                     | Mantova       |
|         | 24ª Legione "Carroccio"                  | Milano        |
|         | 25ª Legione "Milano Esterna"             | Monza         |
|         | 26ª Legione "Alberto da Giussano"        | Gallarate     |
|         | 27ª Legione "Fanfulla da Lodi"           | Lodi          |

### III Zona "Liguria" (Genova)
| Legione | Legione                            | Sede          |
| ------- | ---------------------------------- | ------------- |
|         | 31ª Legione "San Giorgio"          | Genova        |
|         | 32ª Legione "Gen. Antonio Cantore" | Sampierdarena |
|         | 33ª Legione "Gandolfo"             | Oneglia       |
|         | 34ª Legione "Premuda"              | Savona        |
|         | 35ª Legione "Luneense"             | La Spezia     |

### IV Zona "Tridentina" (Verona)
| Legione | Legione                       | Sede    |
| ------- | ----------------------------- | ------- |
|         | 40ª Legione "Scaligera"       | Verona  |
|         | 41ª Legione "Cesare Battisti" | Trento  |
|         | 42ª Legione "Berica"          | Vicenza |
|         | 43ª Legione alpina "Piave"    | Belluno |
|         | 44ª Legione "Pasubio"         | Schio   |
|         | 45ª Legione "Alto Adige"      | Bolzano |

### V Zona "Veneto" (Venezia)
| Legione | Legione                       | Sede      |
| ------- | ----------------------------- | --------- |
|         | 49ª Legione "San Marco"       | Venezia   |
|         | 50ª Legione "Trevigiana"      | Treviso   |
|         | 51ª Legione "Polesana"        | Adria     |
|         | 52ª Legione "Polesana"        | Lendinara |
|         | 53ª Legione "Patavina"        | Padova    |
|         | 54ª Legione "Euganea"         | Este      |
|         | 55ª Legione alpina "Friulana" | Gemona    |
|         | 63ª Legione "Tagliamento"     | Udine     |

### VI Zona "Venezia Giulia" (Trieste)
| Legione | Legione                  | Sede    |
| ------- | ------------------------ | ------- |
|         | 58ª Legione "San Giusto" | Trieste |
|         | 59ª Legione "Carso"      | Trieste |
|         | 60ª Legione "Istria"     | Pola    |
|         | 61ª Legione "Carnaro"    | Fiume   |
|         | 62ª Legione "Isonzo"     | Gorizia |

### VII Zona "Emilia" (Bologna)
| Legione | Legione                            | Sede          |
| ------- | ---------------------------------- | ------------- |
|         | 67ª Legione "Volontari del Reno"   | Bologna       |
|         | 68ª Legione "Riario Sforza"        | Imola         |
|         | 69ª Legione "Fossalta"             | Bologna       |
|         | 70ª Legione "Appennino"            | Bologna       |
|         | 71ª Legione "Manfreda"             | Faenza        |
|         | 72ª Legione "Luigi Farini"         | Modena        |
|         | 73ª Legione "Matteo Boiardo"       | Mirandola     |
|         | 74ª Legione "Taro"                 | Fidenza       |
|         | 75ª Legione "20 Dicembre"          | Ferrara       |
|         | 76ª Legione "Estense"              | Ferrara       |
|         | 77ª Legione "Enrico Toti"          | Portomaggiore |
|         | 79ª Legione "Cispadana"            | Reggio Emilia |
|         | 80ª Legione "Alessandro Farnese"   | Parma         |
|         | 81ª Legione "Alberico da Barbiano" | Ravenna       |
|         | 82ª Legione "Benito Mussolini"     | Forlì         |
|         | 83ª Legione "Sant'Antonino"        | Piacenza      |

### VIII Zona "Toscana" (Firenze)
| Legione | Legione                          | Sede     |
| ------- | -------------------------------- | -------- |
|         | 85ª Legione "Apuana"             | Massa    |
|         | 86ª Legione "Intrepida"          | Lucca    |
|         | 88ª Legione "Alfredo Cappellini" | Livorno  |
|         | 89ª Legione "Etrusca"            | Volterra |
|         | 90ª Legione "Pisa"               | Pisa     |
|         | 92ª Legione "Francesco Ferrucci" | Firenze  |
|         | 93ª Legione "Giglio Rosso"       | Empoli   |
|         | 94ª Legione "Fedele"             | Pistoia  |
|         | 95ª Legione "Marzocco"           | Firenze  |
|         | 96ª Legione "Francesco Petrarca" | Arezzo   |
|         | 97ª Legione "Senese"             | Siena    |
|         | 98ª Legione "Maremmana"          | Grosseto |

### IX Zona "Umbria e Marche" (Perugia)
| Legione | Legione                               | Sede     |
| ------- | ------------------------------------- | -------- |
|         | 102ª Legione "Cacciatori del Tevere"  | Perugia  |
|         | 103ª Legione "Clitunno"               | Foligno  |
|         | 104ª Legione "Trotti"                 | Terni    |
|         | 105ª Legione "Benito Mogioni"         | Orvieto  |
|         | 108ª Legione "Stamura"                | Ancona   |
|         | 109ª Legione "Filippo Corridoni"      | Macerata |
|         | 110ª Legione "Picena"                 | Ascoli   |
|         | 111ª Legione "Franco Michelini Tocci" | Pesaro   |

### X Zona "Lazio" (Roma)
| Legione | Legione                              | Sede          |
| ------- | ------------------------------------ | ------------- |
|         | 112ª Legione "Dell'Urbe"             | Roma          |
|         | 114ª Legione "Veroli"                | Tivoli        |
|         | 115ª Legione "Del Cimino"            | Viterbo       |
|         | 116ª Legione "Sabina"                | Rieti         |
|         | 117ª Legione "Del Mare"              | Civitavecchia |
|         | 118ª Legione "Volsca"                | Velletri      |
|         | 119ª Legione "Ernica"                | Frosinone     |
|         | 120ª Legione "Giulio Cesare"         | Roma          |
|         | 121ª Legione "Caio Marzio Coriolano" | Littoria      |

### XI Zona "Abruzzi"(Pescara)
| Legione | Legione                      | Sede       |
| ------- | ---------------------------- | ---------- |
|         | 129ª Legione "Adriatica"     | Pescara    |
|         | 130ª Legione "Monte Sirente" | L'Aquila   |
|         | 131ª Legione "Monte Morrone" | Sulmona    |
|         | 132ª Legione "Monte Velino"  | Avezzano   |
|         | 133ª Legione "Monte Matese"  | Campobasso |
|         | 134ª Legione "Monte Mauro"   | Larino     |
|         | 135ª Legione "Gran Sasso"    | Teramo     |
|         | 136ª Legione "Tre Monti"     | Chieti     |
|         | 137ª Legione "Monte Majella" | Lanciano   |

### XII Zona "Campania"(Napoli)
| Legione | Legione                       | Sede           |
| ------- | ----------------------------- | -------------- |
|         | 138ª Legione "Partenopea"     | Napoli         |
|         | 139ª Legione "Carlo Pisacane" | Napoli         |
|         | 140ª Legione "Aquilia"        | Salerno        |
|         | 141ª Legione "Capuana"        | Caserta        |
|         | 142ª Legione "Caio Mario"     | Cassino        |
|         | 143ª Legione "Ricci"          | Benevento      |
|         | 144ª Legione "Irpinia"        | Avellino       |
|         | 145ª Legione "Sorrentina"     | Castellammare  |
|         | 146ª Legione "Alburnina"      | Sala Consilina |

### XIII Zona "Puglie" (Bari)
| Legione | Legione                       | Sede     |
| ------- | ----------------------------- | -------- |
|         | 148ª Legione "Tavoliere"      | Foggia   |
|         | 150ª Legione "Giuseppe Carli" | Barletta |
|         | 151ª Legione "Giuseppe Picca" | Bari     |
|         | 152ª Legione "Salentina"      | Lecce    |
|         | 153ª Legione "Salentina"      | Brindisi |
|         | 154ª Legione "Mastronuzzi"    | Taranto  |
|         | 155ª Legione "Matera"         | Matera   |
|         | 156ª Legione "Lucana"         | Potenza  |

### Gruppo Legioni Autonomo "Calabria" (Reggio Calabria)
| Legione | Legione                      | Sede            |
| ------- | ---------------------------- | --------------- |
|         | 162ª Legione "Bruzia"        | Cosenza         |
|         | 163ª Legione "Tommaso Gulli" | Reggio Calabria |
|         | 164ª Legione "Jonio"         | Catanzaro       |

### XIV Zona "Sicilia" (Palermo)
| Legione | Legione                   | Sede          |
| ------- | ------------------------- | ------------- |
|         | 166ª Legione "Peloro"     | Messina       |
|         | 167ª Legione "Etna"       | Catania       |
|         | 168ª Legione "Hyblae"     | Ragusa        |
|         | 169ª Legione "Tirreno"    | Siracusa      |
|         | 170ª Legione "Agrigentum" | Agrigento     |
|         | 171ª Legione "Vespri"     | Palermo       |
|         | 172ª Legione "Enna"       | Enna          |
|         | 173ª Legione "Salso"      | Caltanissetta |
|         | 174ª Legione "Segesta"    | Trapani       |

### XV Zona "Sardegna" (Cagliari)
| Legione | Legione                                     | Sede     |
| ------- | ------------------------------------------- | -------- |
|         | XV Zona "Sardegna"                          | Cagliari |
|         | 175ª Legione "Salvaterra"                   | Iglesias |
|         | 176ª Legione "Cacciatori Guide di Sardegna" | Cagliari |
|         | 177ª Legione "Logudoro"                     | Sassari  |
|         | 178ª Legione "Gennargentu"                  | Nuoro    |
|         | 180ª Legione "Barbagia"                     | Isili    |
|         | 181ª Legione "Arborea"                      | Oristano |

### Dalmazia
| Legione | Legione                                    | Sede |
| ------- | ------------------------------------------ | ---- |
|         | 107ª Legione Autonoma "Francesco Rismondo" | Zara |

### Isole italiane dell'Egeo
| Legione | Legione                         | Sede |
| ------- | ------------------------------- | ---- |
|         | 201ª Legione Egea "Conte Verde" | Rodi |

### Milizia coloniale della Libia (Tripoli)
| Legione | Legione                         | Sede    |
| ------- | ------------------------------- | ------- |
|         | 1ª Legione Coloniale "Oea"      | Tripoli |
|         | 2ª Legione Coloniale "Berenice" | Tobruch |